# Matej Vidović
Matej Vidović (Zagreb, 14. travnja 1993.), hrvatski je alpski skijaš.

## Životopis
Svoje prve FIS vožnje Matej Vidović započinje 2008. Od tada se po pravilu utrkuje na tom natjecanu, a do sada je 12 puta pobjeđivao. Debitirao je 5. siječnja 2012. u Svjetskom skijaškom kupu u Zagrebu. Svoj najbolji rezultat na ovom natjecanju ostvario je 5. ožujka 2017. u Kranjskoj Gori kada je bio na 21. mjestu. Tu sezonu je završio na 137. mjestu u Svjetskom kupu.

## Vanjske poveznice
- FIS profil